# Agatodèmon (gramàtic)
Agatodèmon (en llatí Agathodaemon, en grec antic Ἀγαθοδαίμων), fou un gramàtic grec nascut a Egipte.
Va escriure algunes cartes dirigides a Isidor de Pelúsion. Alguns l'identifiquen amb el geògraf Agatodèmon, autor dels mapes de la geografia de Claudi Ptolemeu.